# اولیویه پر
اولیویه پر (فرانسوی: Olivier Père‎؛ زادهٔ ۱۷ مارس ۱۹۷۱) روزنامه‌نگار اهل فرانسه است.